# Hamburger

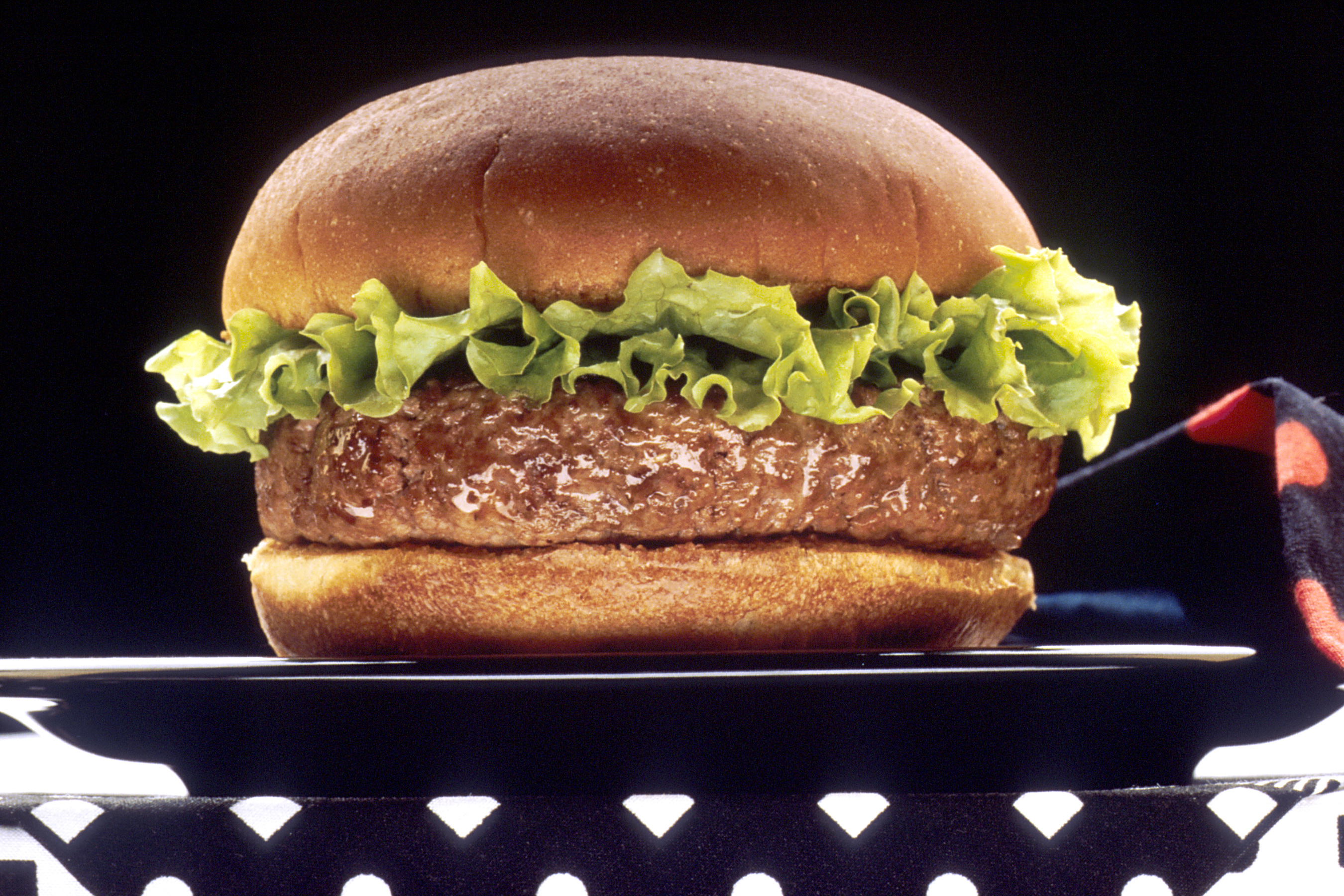
Hamburger

Hamburger – typowe danie typu fast food, kanapka (sandwich) z kotletem z mięsa wołowego (patty). Porcja mięsa mielonego uformowana jest w płaski, okrągły placek, następnie usmażona lub upieczona bez panierki na ruszcie (grillu). Gotowy kotlet bywa zwykle umieszczany między dwoma kawałkami lekko przypieczonej, poprzecznie przeciętej bułki (co pozwala go jeść trzymając w dłoni, bez pomocy sztućców), oraz ugarnirowany dodatkami takimi jak sałata, pomidor, ketchup, majonez, ogórek konserwowy. W języku polskim słowo „hamburger” oznaczać może także sam, niepanierowany kotlet z mięsa mielonego.
Nazwą hamburger lub nazwami pochodnymi nazywa się nieraz podobne kanapki. Hamburger z dodatkiem plastrów żółtego sera nazywany jest cheeseburger (z ang. cheese = „ser”). Podobnie przyrządzony jak hamburger i podany w bułce kotlet z kurczaka bywa nazywany chickenburger (z ang. chicken = „kurczak”), zaś z ryby – fishburger (z ang. fish = „ryba”).
Hamburger jest popularny przede wszystkim w kuchni Stanów Zjednoczonych, gdzie jest też potrawą kuchni domowej, chętnie przyrządzaną zwłaszcza w trakcie przyjęć na wolnym powietrzu (barbecue), najczęściej jednak jadany jest w barach podających jedzenie typu fast food. Za sprawą takich barów i ich sieci, np. McDonald’s, hamburgery w bułce stały się symbolem jedzenia fast food i zyskały popularność na całym świecie.
Jednym z najstarszych lokali serwujących hamburgery w USA jest restauracja Louis Lunch w New Haven, w stanie Connecticut, gdzie mięso jest pieczone na kilkudziesięcioletnich żeliwnych grillach gazowych i serwowane na chlebie tostowym, ewentualnie z plastrem pomidora i cebulki, natomiast bez ketchupu.
Hamburger jako potrawa i jako słowo wywodzi się od befsztyka z siekanej wołowiny nazywanego hamburger steak, wprowadzonego do kuchni amerykańskiej przez imigrantów z Niemiec z Hamburga.
Hamburgera wymyślił w 1904 roku garncarz Fletcher Davis. Podejmował się on gotowania podczas wystaw garncarskich, a także prowadził bar w Teksasie. Zaproponował on swoim gościom mielony kotlet na grzance z sałatą, musztardą i majonezem.